# 哥伦比亚国家图书馆
哥伦比亚的国家图书馆位于波哥大，建立于1777年1月9日，是美洲最古老的国家图书馆。该馆地处首都波哥大市中心的繁华地带，現有馆舍是1938年兴建。哥倫比亞國家圖書館的總收藏量超過2,000,000冊。其中，約25％是透過法定送存獲得的；其他書籍主要來自捐贈。